# سمرهوت
سمرهوت أو صمرحت (الاسم العلمي: Senra)، جنس نباتات من فصيلة الخبازية. أعطانها من شرقي إثيوبيا إلى باكستان، وسلطنة عمان.